# Saint-Esprit
Saint-Esprit es una comuna de Francia situada la zona meridional del departamento insular antillano de Martinica.

## Características generales
Cuenta con una población de 8.806 habitantes y un área de 23,46 km². La localidad se encuentra en el interior de la isla.

## Demografía
| 7 236           | 7 767 | 8 200 |
| (Fuente: INSEE) |       |       |